# Coepelduynen
Das Fauna-Flora-Habitat-Gebiet Coepelduynen  liegt auf dem Gebiet der Gemeinden Noordwijk und Katwijk in der niederländischen Provinz Zuid-Holland. Das 188 ha große Schutzgebiet gehört zum europäischen Schutzgebietsnetz Natura 2000. Es umfasst die Dünenlandschaft an der Nordseeküste zwischen beiden Gemeinden.
Das Gebiet wurde im Jahr 1996 FFH-Gebiet vorgeschlagen. 2004 erfolgte die Bestätigung als Gebiet gemeinschaftlicher Bedeutung (SCI) und 2010 die Ausweisung als Besonderes Erhaltungsgebiet (SAC).

## Schutzzweck

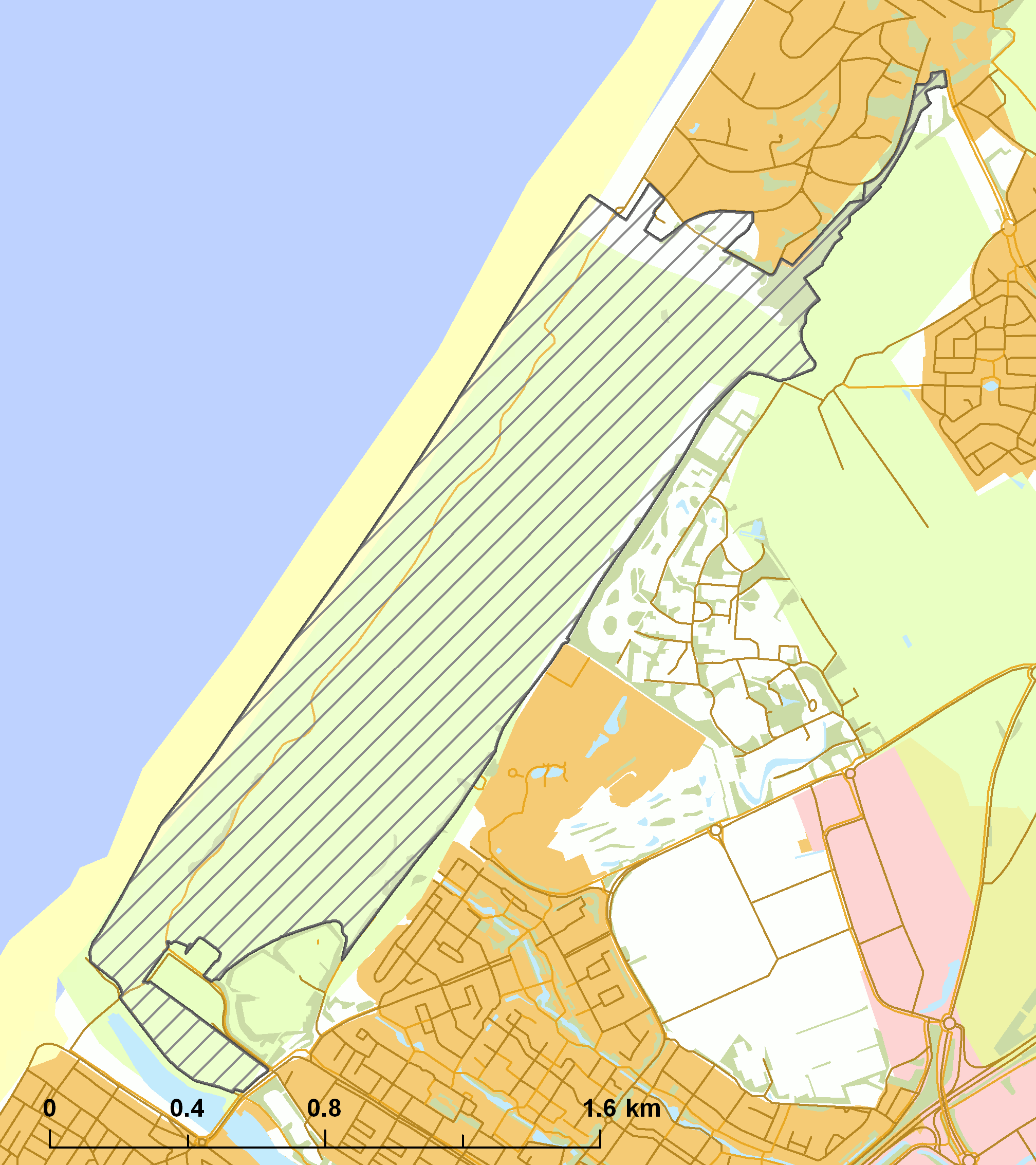
Karte des Schutzgebiets (schraffiert)

### Lebensraumtypen
Folgende Lebensraumtypen nach Anhang I der FFH-Richtlinie kommen im Gebiet vor; prioritäre Lebensraumtypen sind mit * gekennzeichnet:
| EU Code | * | Lebensraumtyp (offizielle Bezeichnung)                              | Fläche (ha) |
| ------- | - | ------------------------------------------------------------------- | ----------- |
| 2110    |   | Primärdünen                                                         | 3,52        |
| 2120    |   | Weißdünen mit Strandhafer Ammophila arenaria                        | 12,6        |
| 2130    | * | Festliegende Küstendünen mit krautiger Vegetation (Graudünen)       | 112         |
| 2160    |   | Dünen mit Hippophaë rhamnoides                                      | 11          |
| 2180    |   | Bewaldete Dünen der atlantischen, kontinentalen und borealen Region | 6,58        |
| 2190    |   | Feuchte Dünentäler                                                  | 0,6         |